# Drei Frauen (1924)
Drei Frauen ist ein US-amerikanisches Stummfilmdrama aus dem Jahr 1924 von Ernst Lubitsch. Das Drehbuch von Hanns Kräly und Ernst Lubitsch basiert auf dem Roman Lillis Ehe (1914) von Jolanthe Marès.

## Handlung
Die Kalifornierin Mabel Wilton ist eine nicht mehr ganz junge, dafür aber umso wohlhabendere Witwe. Der eigenen Vergänglichkeit bewusst, entscheidet sie sich dazu, mit einem ihrer Bewerber, dem etwa gleichaltrigen, schmucken Edmund Lamont, eine Verbindung einzugehen. Der finanziell notorisch klamme Schürzenjäger aber zeigt sehr viel mehr Interesse an dem Erbe ihres Mannes als an Mabel selbst. Als er deren hübsche, junge Tochter Jeanne, die soeben aus New York in Kalifornien eingetroffen ist, um ihre Mutter zu besuchen, kennen lernt, hat er nur noch Augen für die Achtzehnjährige. Da Jeanne annimmt, dass die Beziehung zwischen ihrer Mutter und Edmund primär eine geschäftliche ist, lässt sie sich auf den Flirt mit dem älteren Mannes ein. Beide ziehen sich in Jeannes Wohnung zurück. Als Mabel davon Wind bekommt, bietet der zynische Lamont ihr einen Deal an. Er werde Jeanne mit der Tatsache, sie verführt zu haben, nicht in der Öffentlichkeit kompromittieren und auch nicht ihren guten Leumund zerstören, wenn sie, Mabel, seinem Wunsch nachkäme, ihm Jeannes Hand zu geben. Mabel ist bestürzt über diese Skrupellosigkeit, aber auch besorgt um beider Ruf, und so gibt sie notgedrungen ihre Einwilligung. Dies wiederum bringt den jungen Fred Armstrong, einen in Jeanne verliebten Medizinstudenten, in größte Gefühlsturbulenzen.
Jeanne hat für Lamont gleich mehrere Vorzüge: Erstens lässt sie sich von seiner weltmännisch-nonchalanter Art beeindrucken und zweitens wird sie bei einer Eheschließung zur Hälfte die Erbin des beträchtlichen Wilton-Vermögens. Sie ist einer Eheschließung mit dem charmanten, berechnenden Windhund, dem bereits die Gläubiger in Gestalt von Harvey Craig, dem er ein ordentliches Sümmchen schuldet, nicht abgeneigt. Und so kommt es zu einer überstürzten Hochzeit. Aber die Ehe hält nicht lang. Lamont erweist sich als das Schwein, das er ist, und betrügt seine Gattin bald mit der temperamentvollen und lebensfrohen Harriet. Ihretwegen gerät Edmund eines Nachts sogar in eine handfeste Schlägerei, bei der ihm ausgerechnet Fred hilft. Der Studienfreund nutzt diese Situation jedoch nicht aus und verheimlicht Jeanne Details dieser nächtlichen Begegnung. Stattdessen geht er den Zusammenhängen rund um Harriet, Lamont und dessen finanzielle Nöte auf den Grund. Auf diese Weise erfährt er von dem Deal zwischen Edmund und Jeannes Mutter und dem wahren Charakter dieser Beziehung. Schließlich kommt es zu einem heftigen Streit zwischen Mabel und Edmund, bei dem Jeannes Mutter den schurkischen Schwiegersohn tötet. Es kommt zu einem Prozess, in dem Mabel die Tat eingesteht. Als man die Umstände der Tat erfährt, wird Mabel von einer verständnisvollen Jury freigesprochen. Nun können Jeanne und Fred ein gemeinsames Leben beginnen.

## Produktionsnotizen
Drei Frauen wurde am 5. Oktober 1924 in New York City uraufgeführt. In Deutschland hatte die Komödie am 3. September 1925 Premiere. Die Filmbauten stammen aus der Hand von Svend Gade. Der mit Lubitsch zusammen Ende 1922 in die USA ausgewanderte Berliner Heinz “Henry” Blanke war einer von zwei seiner Regieassistenten.
Die Produktionskosten beliefen sich auf etwa 329.000 $, das weltweite Einspielergebnis summierte sich auf ca. 438.000 $.
Der Film ist heute noch existent, Kopien gibt es im Filmmuseum München, in der Sammlung des George Eastman House (Rochester) und in der Cinémathèque Royale (Brüssel).

## Kritiken
In der New York Times befasste sich Starkritiker Mordaunt Hall mit dem Lubitsch-Film. Dort hieß es am 6. Oktober 1924: „Manchmal erscheint es, als hätten die beiden Autoren die Plausibilität der Geschichte für ihren Enthusiasmus bezüglich bildgestalterischer Möglichkeiten, die sie eher visualisieren als drehbuchgerecht niederschreiben, geopfert. Tatsächlich ist das erzählerische Element ohne Zweifel auf demselben hohen Standard wie die Regie. Die Charaktere sind schwach, mit Ausnahme von Mrs. Wilton, die angesichts ihres Alters als ein ziemlich natürlicher Charakter erscheint, selbst dann, wenn sie sich wie eine Närrin aufführt. Herr Lubitschs beste Arbeit wird nicht zu sehen sein in einer Produktion, bei der er sich am Drehbuch der Geschichte beteiligt, und diese Anstrengung behindert ihn eher bei der Inszenierung dieses Films. (…) Lew Cody stellt seinen Lamont auf clevere Weise schlimmer als die meisten Schurken dar. Pauline Frederick gibt eine gute Performance als verblühende Schönheit. Miss McAvoy ist attraktiv und sympathisch als Jeanne, und Miss Prevost ist feurig und unerbittlich als die intrigante und herausgeputzte Harriet. Obgleich Pierre Gendron ganz natürlich den jugendlichen Helden gibt, passt er nicht sehr gut in diese Rolle. Willard Louis ist hervorragend in seiner Porträtierung von Harvey Craig.“
Halliwell‘s Film Guide charakterisierte den Film wie folgt: „Subtile satirische Komödie [!], nicht eines der Meisterwerke des Regisseurs, aber mit genügend Widerhaken, um sie sich anzuschauen“.